# J.D. Walsh
John Douglas Walsh (Madison, 24 december 1974) is een Amerikaans acteur, schrijver en improvisatietheatermaker. Op televisie werd Walsh vooral bekend door zijn bijrol als minzame pizza-koerier Gordon in Two and a Half Men, van 2004 tot 2011.
Zijn personage in Two and a Half Men heette aanvankelijk Ted, wat gewijzigd werd in Gordon. Walsh speelde niet chronologisch onder meer gastrollen in Criminal Minds, The Mentalist, Rizzoli & Isles, Castle en NCIS en Without a Trace. Op het witte doek was Walsh te zien in films als Bad Boys II en The Amazing Spider-Man 2. 
Walsh en zijn echtgenote wonen in Van Nuys, Californië. Ze hebben drie kinderen. Zelf is hij afkomstig uit de staat Wisconsin. 